# Simonne Peeters
Simonne Peeters (30 augustus 1941) is een Vlaams actrice. Ze is vooral bekend als Ida uit Lili en Marleen en Marta uit Hallo België!.
Ze is getrouwd met acteur en scenarioschrijver Walter Van de Velde.

## Series
- Hallo België! - Marta Snoeck (2003-2005)
- Lili en Marleen - Ida Van de Koolkaai (1994-1999, 2003, 2006-2007, 2009-2010)
- RIP - Victorine Vingerhoets (1992-1994)
- Open en Bloot - Mariette (1991)
- Merlina - cafebazin (1984)
- Het Ministerie is beledigd (1960)

## Shows
- HT&D (1995)
- Gaston 80: De Show (2007)

## Spelprogramma's
- Watte? (1999)